# Schloss Boucard

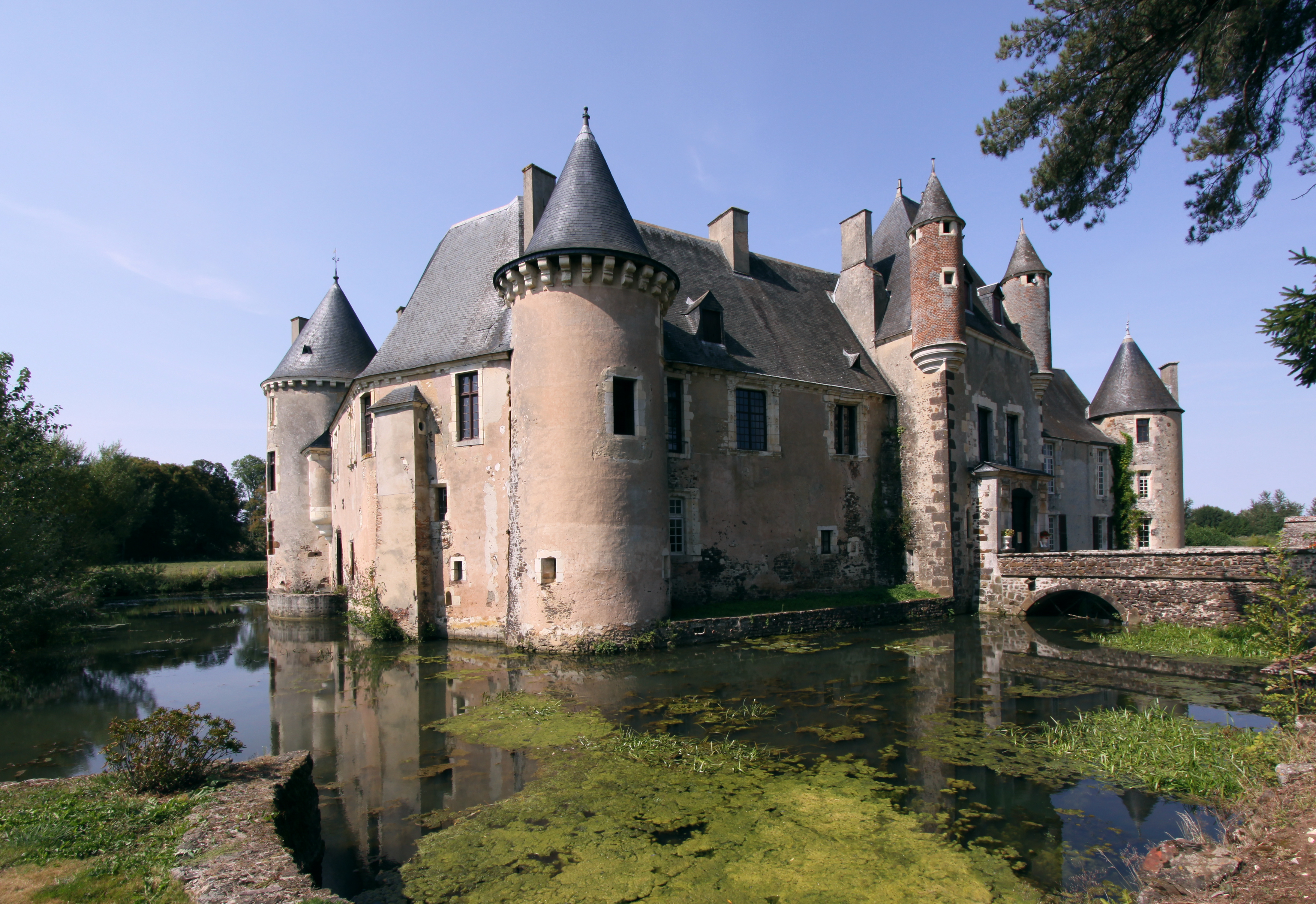
Schloss Boucard

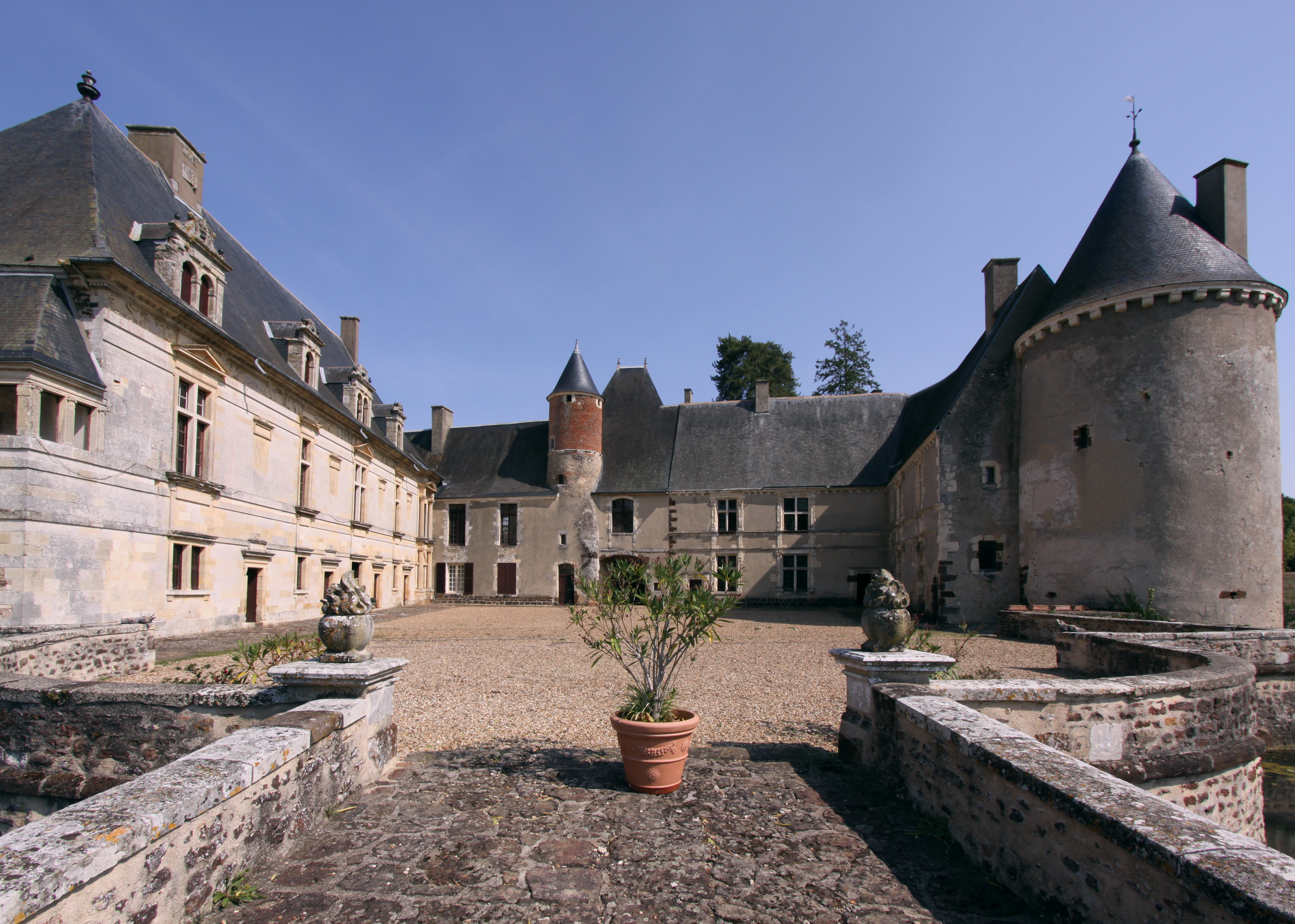
Zum Fluss hin offener Innenhof

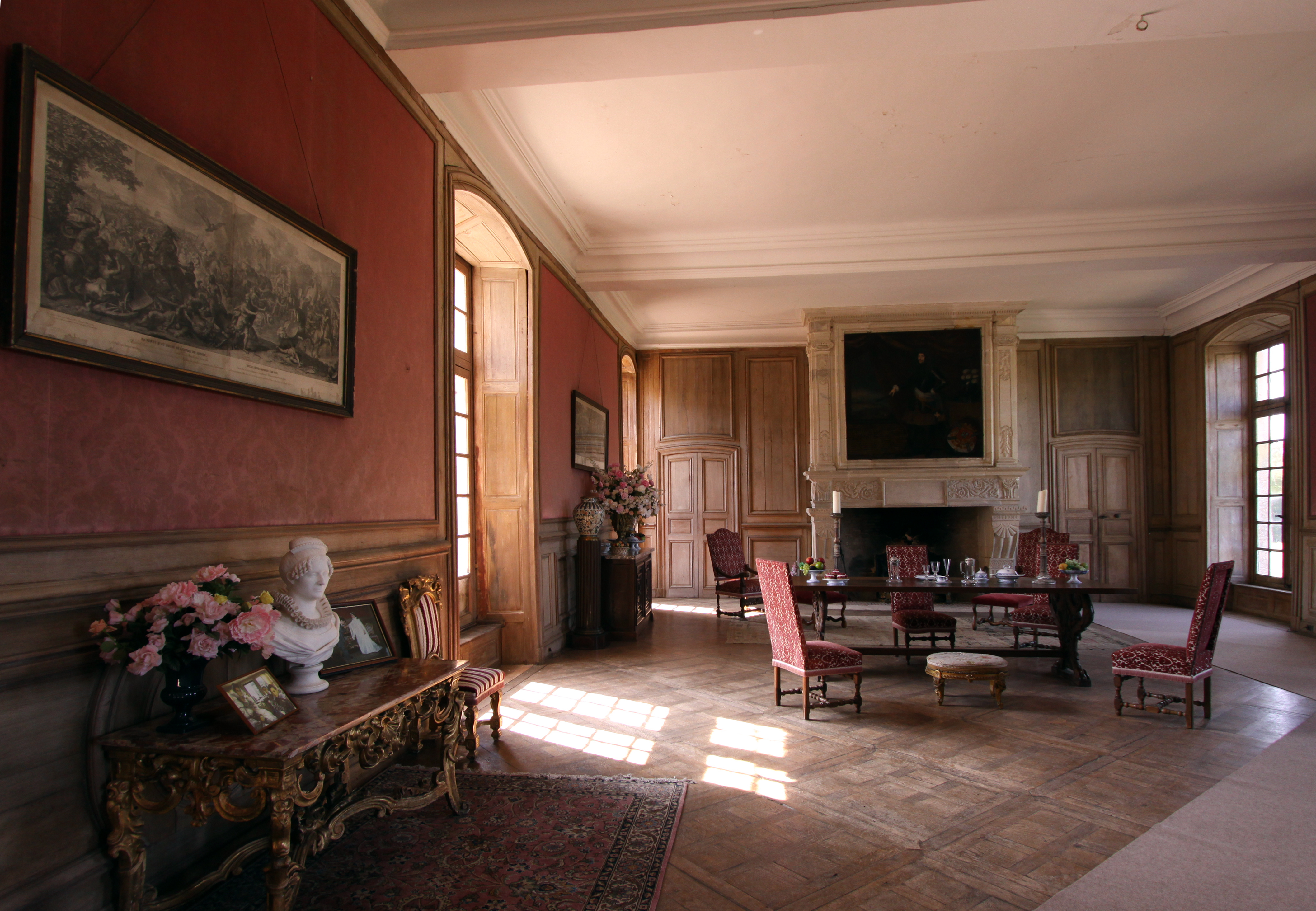
Großer Saal im rechten Flügel

Das Schloss Boucard liegt in der Gemeinde Le Noyer im französischen Département Cher. Das Gebäude ist von einem Park umgeben und ist jedes Jahr Schauplatz eines Musikfestivals. Das Anwesen steht seit Juli 1995 als Monument historique unter Denkmalschutz.

## Mittelalterlicher Ursprung
Im 14. Jahrhundert zog es den Gasconier Jean de Boucard in das Berry, um sich mit Agnes Blancafort zu verbinden. Einer seiner Nachkommen, Lancelot der Boucard, errichtete im 15. Jahrhundert ein Schloss auf dem Gelände des La Motte-du-Plessis. Von dem ursprünglichen Bauwerk sind noch die Außenmauern, die Ecktürme und der Eingang erhalten. Mit seinen von der Sauldre gespeisten Burggräben hat die Anlage äußerlich ihr mittelalterliches Erscheinungsbild bis heute bewahrt.

## Renaissance-Architektur
Im Hof des Schlosses findet sich der Besucher dagegen zwischen zwei Fassaden im Stil der französischen Renaissance wieder. Den linken Flügel ließ Antoine de Boucard, ein Edelmann am Hofe des Königs Franz I., zwischen 1520 und 1530 erbauen. Der rechte Flügel ist mit seinen bauplastischen Verzierungen ein Meisterwerk der klassischen Renaissance. Herausragend ist das Tympanon des Eingangs, ein Waffen, Munition und vielerlei andere Objekte darstellendes Relief-Stillleben. Als Baujahr des für François de Boucard, dem Sohn Antoines, errichteten Flügels findet sich am Sturz des Kamins die Zahl 1560. Nach dem Tod des Königs im Jahr 1559 nahm François de Boucard Partei für die Reformierten und ihrem Anführer Condé, die auch das Berry stark unterstützten.
Philibert von Montault, der sich von 1671 bis 1674 im Schloss Boucard aufhielt, ließ den hinteren Flügel abreißen. So wurde, wie auch bei vielen Loire-Schlössern, aus dem geschlossenen Hof ein U-förmiger Grundriss, der den Blick auf den Fluss freigibt.
Im Obergeschoss des rechten Flügels befinden sich ein großer Saal und ein weiteres großes Zimmer; beide Räume sind mit riesigen Kaminen ausgestattet.